# Barkow (Barkhagen)
Barkow ist ein Ortsteil der Gemeinde Barkhagen im Osten des Landkreises Ludwigslust-Parchim in Mecklenburg-Vorpommern. Durch Barkow führen die Müritz-Elde-Wasserstraße und die B 191.

## Geschichte
Barkow wurde am 13. April 1274 erstmals urkundlich erwähnt.
Am 1. Juli 1950 wurde die bis dahin eigenständige Gemeinde Altenlinden eingegliedert. Am 13. Juni 2004 schlossen sich die beiden Gemeinden Barkow und Plauerhagen zur heutigen Gemeinde Barkhagen zusammen.

## Sehenswürdigkeiten
- Pfarrhof Barkow (Sitz des Landesposaunenwerks Mecklenburg-Vorpommern)
- Friedhofseiche in Barkow, sterbende 630 Jahre alte Stieleiche, 2017 aus der Liste der geschützten Naturdenkmale gestrichen.[1]
- Siegeseiche zwischen Spritzenhaus und Kriegerdenkmal, gepflanzt am 2. Dezember 1895 „zur Erinnerung an die große Zeit 1870/71“; gemeint ist die Schlacht bei Loigny und Poupry am 2. Dezember 1870, in der die deutschen Truppen vom Herzog von Mecklenburg befehligt wurden.
- Elde mit einer Schleuse in Barkow

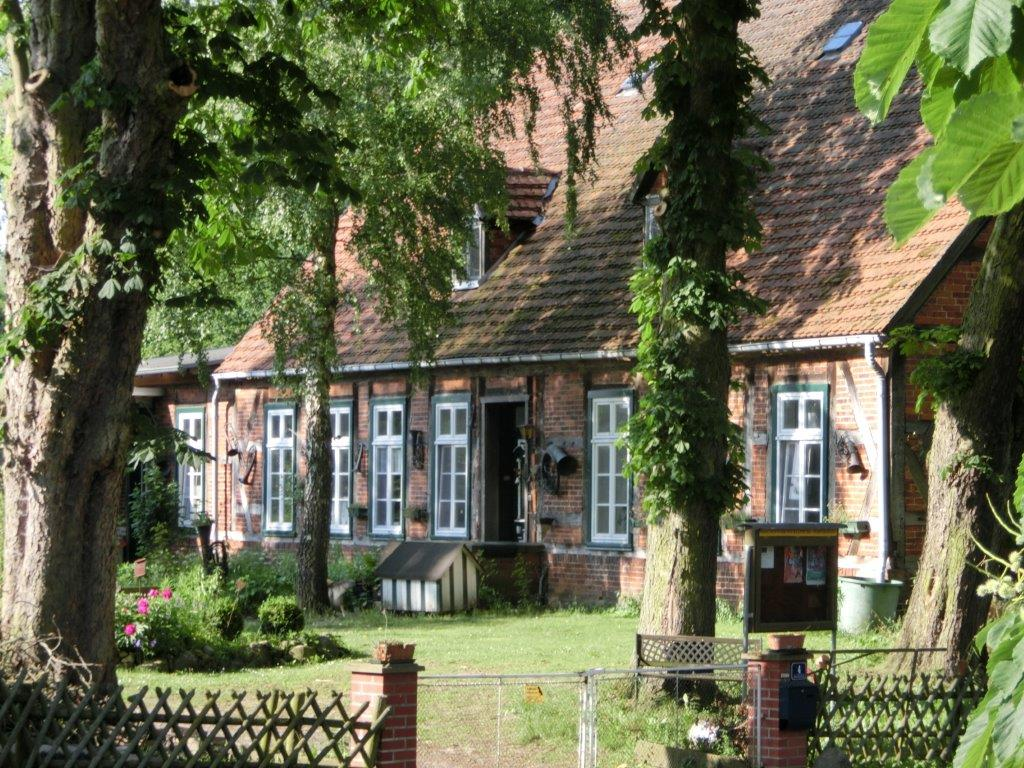
Pfarrhof
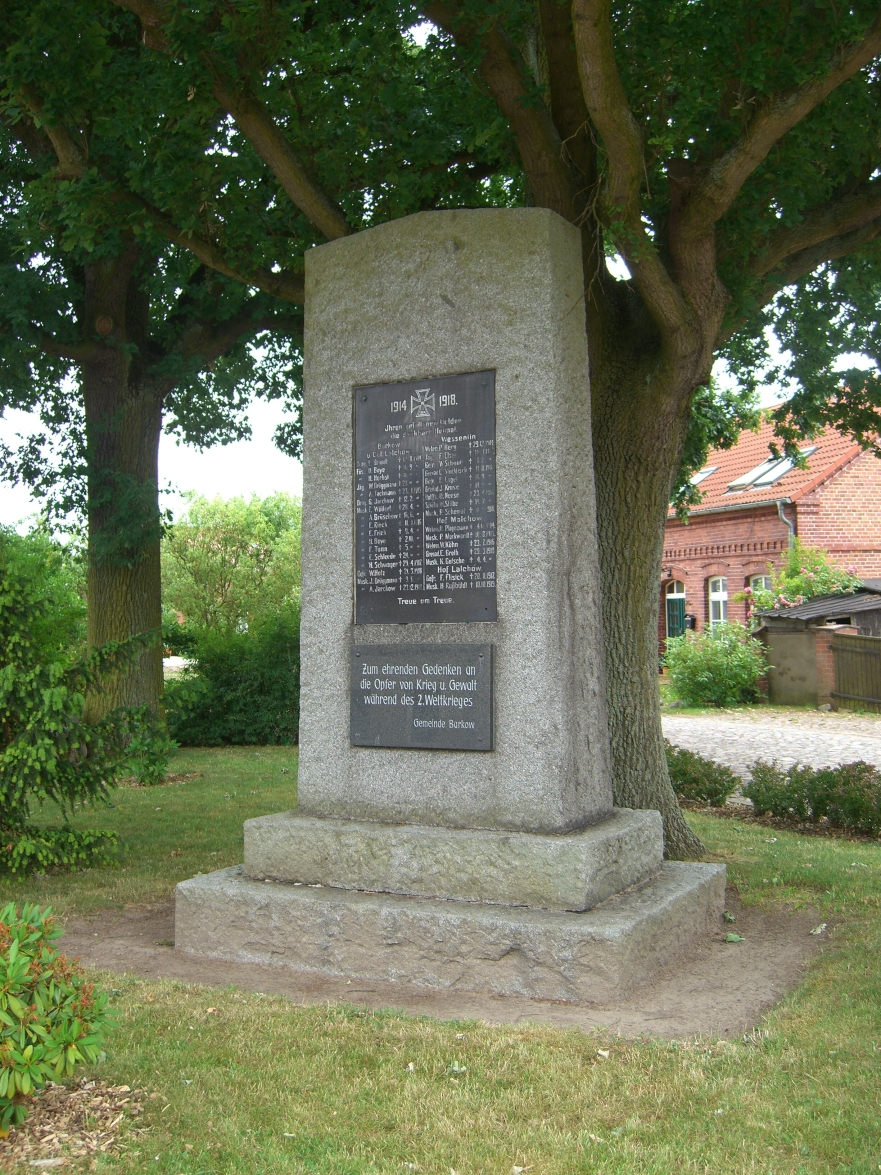
Kriegerdenkmal 1914–1918
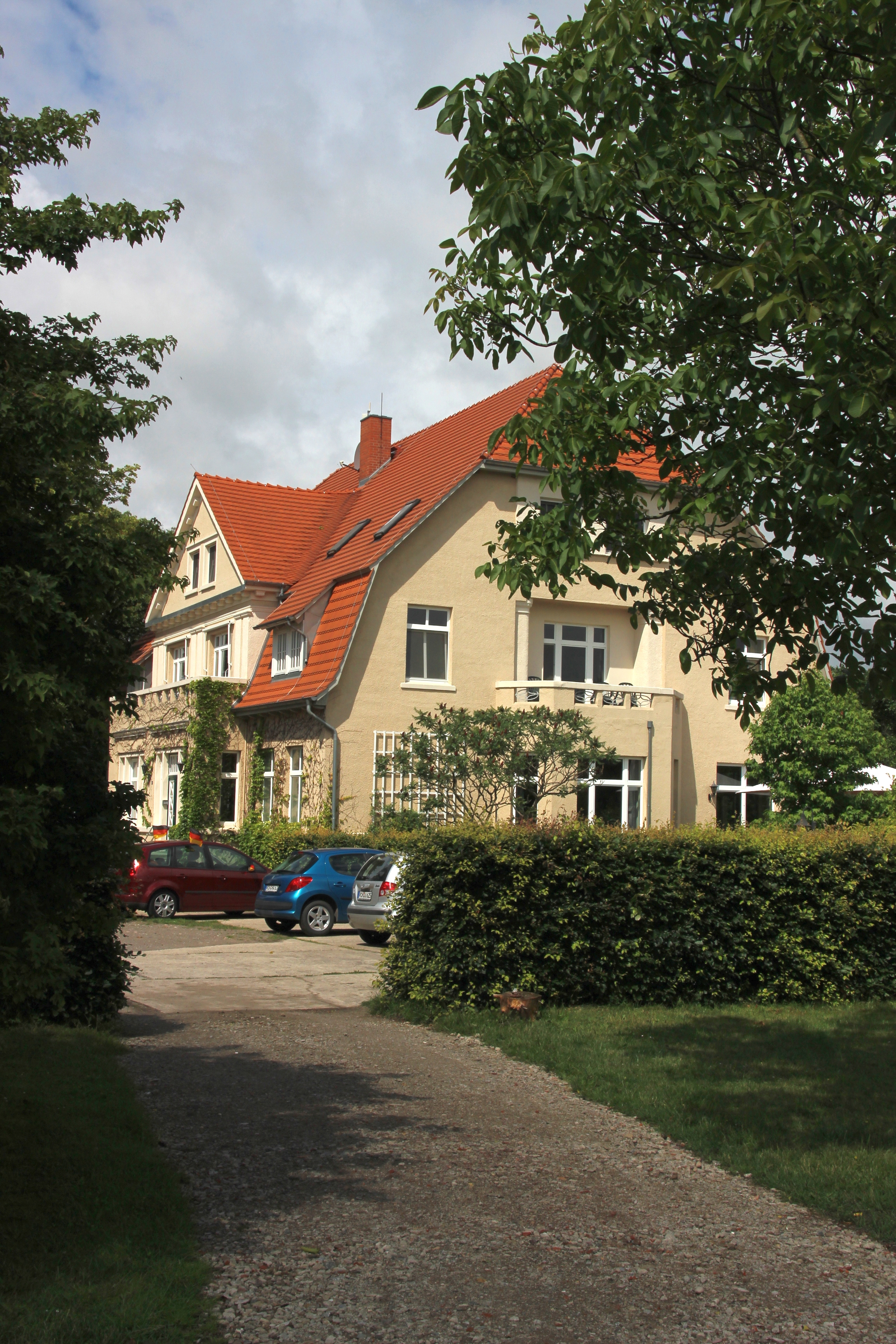
Gutshaus Barkow
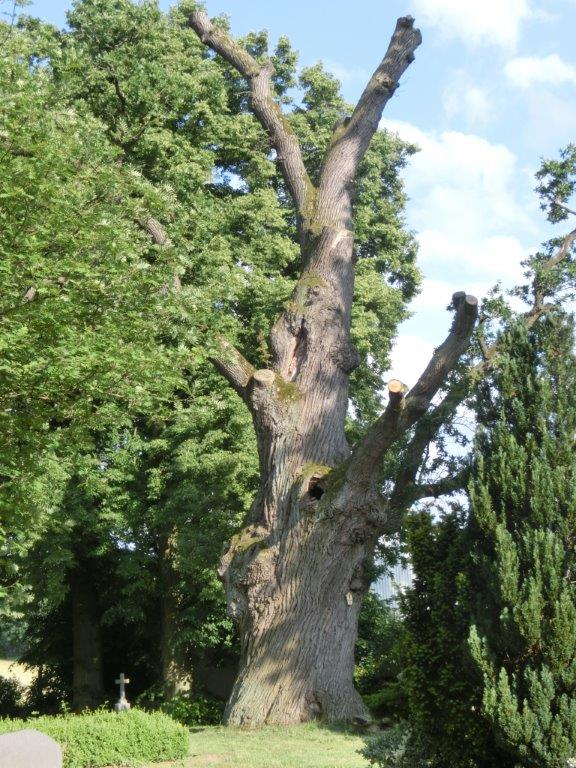
Ausgeastete Friedhofseiche

## Persönlichkeiten
- Heinrich Zander (1800–1876), Pastor und Ornithologe in Barkow
- Diedrich Carl Susemihl (1802–1866), Architekt und mecklenburgischer Baubeamter
- Helene Dolberg (1881–1979), Malerin, geboren in Barkow
- Martin Huss (* 1960), Landesposaunenwart